# Ján Mucha (calciatore 1978)
Ján Mucha (Bojnice, 20 giugno 1978) è un ex calciatore slovacco, di ruolo portiere.

## Carriera

### Nazionale
Nel 2000 ha partecipato, insieme alla selezione slovacca, ai Giochi della XXVII Olimpiade di Sydney.